# Chlerogas araguaensis
Chlerogas araguaensis är en biart som beskrevs av Brooks och Engel 1999. Chlerogas araguaensis ingår i släktet Chlerogas och familjen vägbin. Inga underarter finns listade i Catalogue of Life.